# Bhutan National League 2013
La stagione 2013 è stata la 29ª edizione del campionato bhutanese di calcio e seconda edizione della Bhutan National League, la massima divisione del campionato bhutanese di calcio. Il torneo è stato vinto dall'Ugyen Academy.

## Squadre partecipanti
| Club          | Distretto | Stadio                |
| ------------- | --------- | --------------------- |
| Drukpol       | Thimphu   | Stadio Changlimithang |
| Phuentsholing | Chukha    | ?                     |
| Dzongree      | Samtse    | ?                     |
| Ugyen Academy | Punakha   | ?                     |
| Yeedzin       | Thimphu   | Stadio Changlimithang |
| Thimphu City  | Thimphu   | Stadio Changlimithang |

## Classifica finale
| Pos. | Squadra       | Pt | G  | V | N | P | GF | GS | DR  |
| ---- | ------------- | -- | -- | - | - | - | -- | -- | --- |
| 1.   | Ugyen Academy | 21 | 10 | 6 | 3 | 1 | 32 | 16 | +16 |
| 2.   | Yeedzin       | 20 | 10 | 5 | 5 | 0 | 30 | 15 | +15 |
| 3.   | Thimphu City  | 18 | 10 | 5 | 3 | 2 | 29 | 20 | +9  |
| 4.   | Drukpol       | 11 | 10 | 2 | 5 | 3 | 26 | 18 | +8  |
| 5.   | Dzongree      | 7  | 10 | 2 | 1 | 7 | 18 | 31 | -13 |
| 6.   | Phuentsholing | 4  | 10 | 1 | 1 | 8 | 13 | 48 | -35 |

## Verdetti
- Qualificata alla Coppa del Presidente dell'AFC 2014:

 Ugyen Academy - Campione del Bhutan